# Jimmie Johnson
Jimmie Kenneth Johnson (rojen v El Cajon, Kalifornija, 17. septembra 1975) je ameriški avto dirkač.
Johnson igral v NASCAR Cup Series od sezone 2002 do 2020 z ekipo Hendrick Motorsports. V tej seriji je osvojil sedem naslovov: 2006, 2007, 2008, 2009, 2010, 2013 in 2016 ter izenačil rekorde Richarda Petty in Dale Earnhardt.
Od leta 2021 se Johnson preseli v IndyCar in se pridruži ekipi Chip Ganassi Racing.